# Hotel Chile

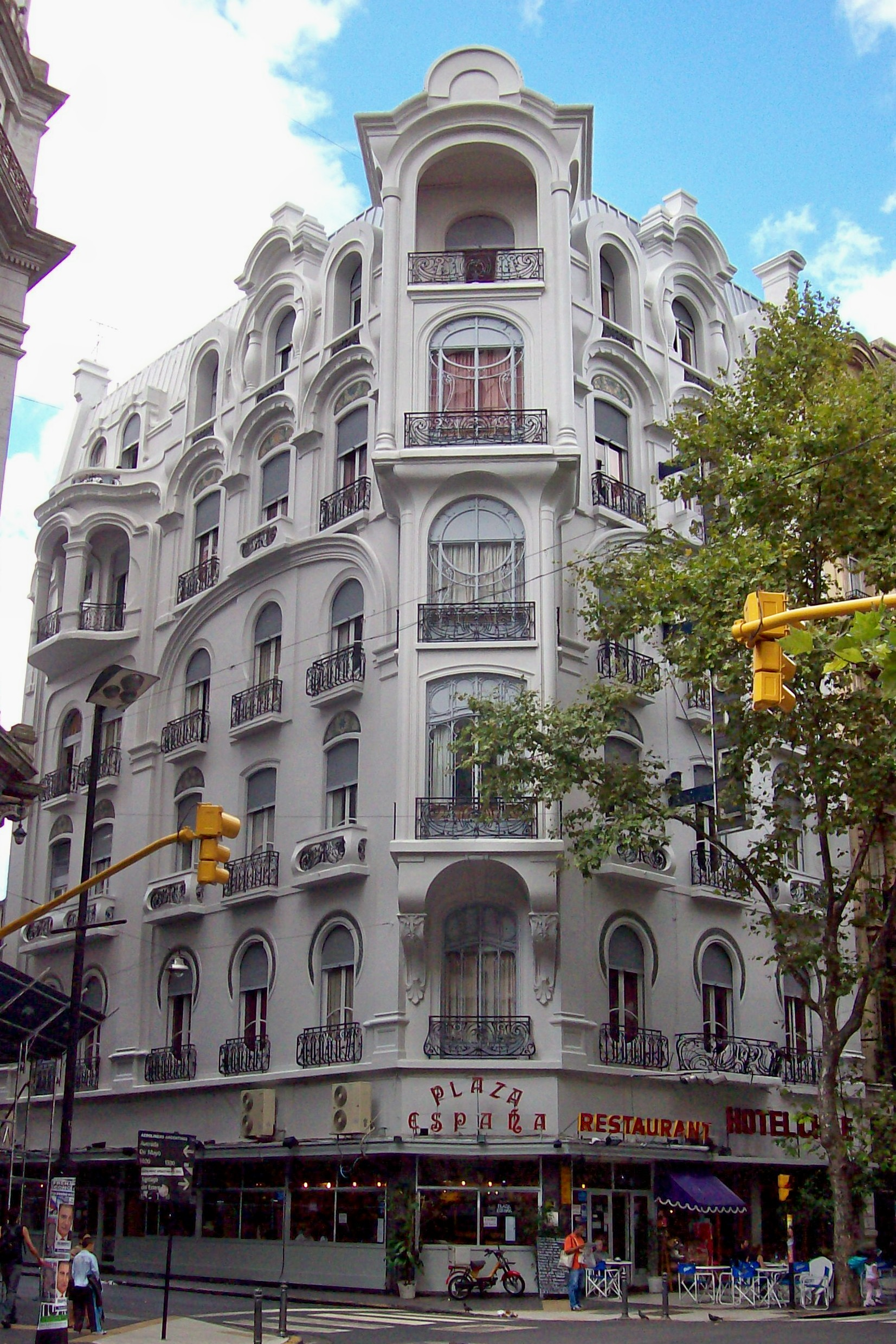
Vista del Hotel Chile en 2007 antes de la restauración

El Hotel Chile es un hotel que se encuentra en el cruce de la Avenida de Mayo y la calle Santiago del Estero, en el barrio de Monserrat de la ciudad de Buenos Aires, Argentina.

## Historia

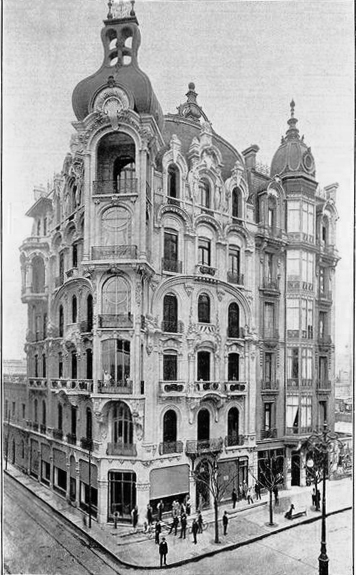
Aspecto del Hotel Chile y su edificio vecino, también obra del arq. Dubois, en 1910.

Fue proyectado por el arquitecto Louis Dubois en 1904 y se inauguró en 1906. Originalmente se llamó Hotel Lutecia, y fue uno de los mayores representantes del estilo Art Nouveau que llegó a Argentina a comienzos del siglo XX. El edificio vecino sobre Avenida de Mayo, curiosamente también fue diseñado por Dubois. La Avenida de Mayo era aún una moderna avenida, inaugurada en 1896, donde durante el paso de su primera década de existencia los estilos utilizados para sus edificios evolucionaron, pasando del academicismo o en neoclasicismo al Art Nouveau, y posteriormente el art déco.
Por otra parte la avenida, que había sido concebida para residencias de la aristocracia y grandes palacios, fue aprovechada por los mismos propietarios de los terrenos para construir allí edificios de departamentos de renta (alquiler) que rápidamente mutaron en hoteles. En ese momento histórico se construyó el Hotel Lutecia.
Posteriormente se transformó en Hotel National. En 1938, cambió de dueños y se transformó en Chile Hotel Romanelli, siendo propiedad del empresario hotelero Domingo Romanelli. La Avenida de Mayo fue cayendo en decadencia con el paso de las décadas y el corrimiento del foco de atención de la sociedad hacia otros sectores, impulsado por su transformación en arteria protagonista de las situaciones políticas y sociales del país. Al conectar al Palacio del Congreso con la Casa de Gobierno, las manifestaciones políticas y marchas se concentraron sobre todo en ella.
El peor momento del Hotel Chile ocurrió el 4 de agosto de 1988, cuando un incendio se desató a las 0:30 de la madrugada en el 4.º piso, extendiéndose a la mansarda (5.º piso) y a la cúpula, y consumiéndolas totalmente en el plazo de dos horas. También la fachada del edificio fue seriamente dañada, cayendo grandes piezas de mampostería a la calle. El hotel fue restaurado, reemplazando la mansarda de pizarra por chapa acanalada, y sin recuperar su famosa cúpula, además de recibir arreglos en la fachada, hasta 2018, en que desde el Ministerio de Ambiente y Espacio Público del Gobierno de la Ciudad realizaron una reconstrucción en 3D  y reforzaron la estructura para poder soportar la restauración de la cúpula, de 6 toneladas de peso. Esta está realizada con perfiles metálicos a los que se les dio la forma que requería la cúpula,  luego se los recubrió con madera, y finalmente se colocaron placas de zinc, venidas de Francia y Alemania.

En la planta baja del Hotel Chile, con acceso por la ochava, funcionó durante años el restaurante español Plaza España, uno de los varios especializados en esa gastronomía en este tramo tradicional de la Avenida de Mayo, arteria adoptada históricamente por los españoles para sus encuentros y comercios desde comienzos del siglo XX.

## Descripción

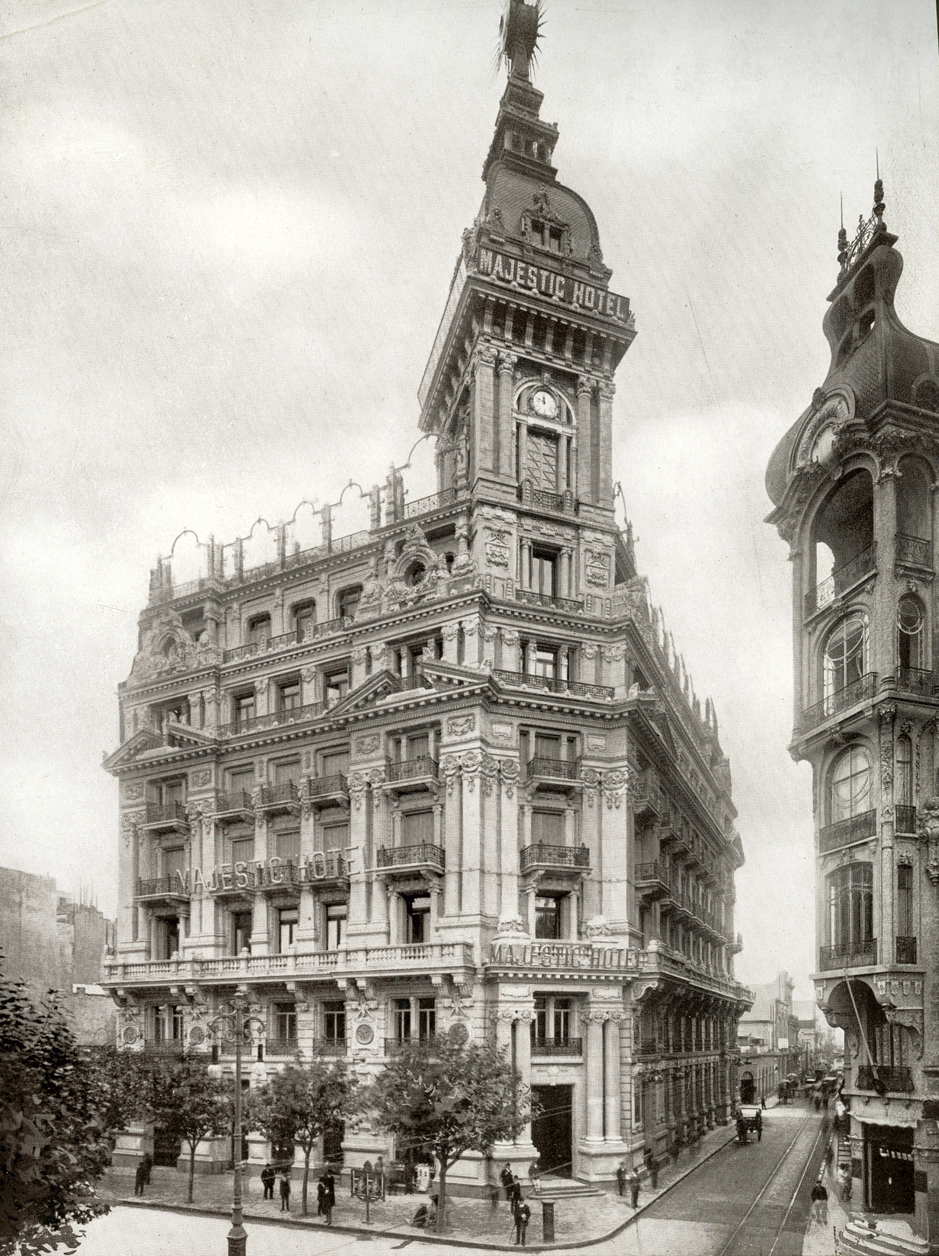
La cúpula exótica del hotel asoma a la derecha. A la izquierda, el Hotel Majestic.

El hotel Chile, con su estilo Art Nouveau francés, se distinguía por la desaparecida cúpula en su ochava, que lucía formas exóticas aludiendo a la arquitectura orientales. La fachada se caracteriza por el uso abundante de formas curvas y arcos, y originalmente tenía además una ornamentación mucho más recargada, con ménsulas, molduras, óculos y una mansarda de pizarra con crestería de hierro que desaparecieron con la reconstrucción luego del incendio de 1988. En la ochava, los balcones sobresalen a partir del 2.º piso, y los dos últimos se ensanchan bajo la cúpula; como detalle, sobre la medianera en la calle Santiago del Estero, otro balcón aislado remata el cuarto piso del edificio. Los demás son balcones franceses (no se proyectan al exterior) con herrería artística de formas curvas y vegetales típicas del estilo, y arriba de los dinteles de los dos primeros pisos, los decoran diseños florales realizados en mosaicos, un elemento decorativo muy usado durante el art nouveau.
En cuanto a los interiores del hotel, modificado en reiteradas oportunidades, no conserva nada de su arquitectura original, luciendo una estética de fines del siglo XX, en fuerte contraste con las fachadas. Aunque posee diversos elementos decorativos, como lámparas, rejas y boiserie (recubrimiento de madera en las paredes) en el hall y las habitaciones, no se trata en ningún caso de objetos ni decoración originales del edificio.
Como detalle de curiosidad, la construcción contigua hacia la calle Rivadavia, de solo dos plantas de altura, repite detalles decorativos del hotel, como el formato de sus ventanas de arco circular y las rejas de los balcones; y aunque al menos en la actualidad no forma parte del Hotel Chile, probablemente fuera diseñado también por el arquitecto Dubois.

## Galería

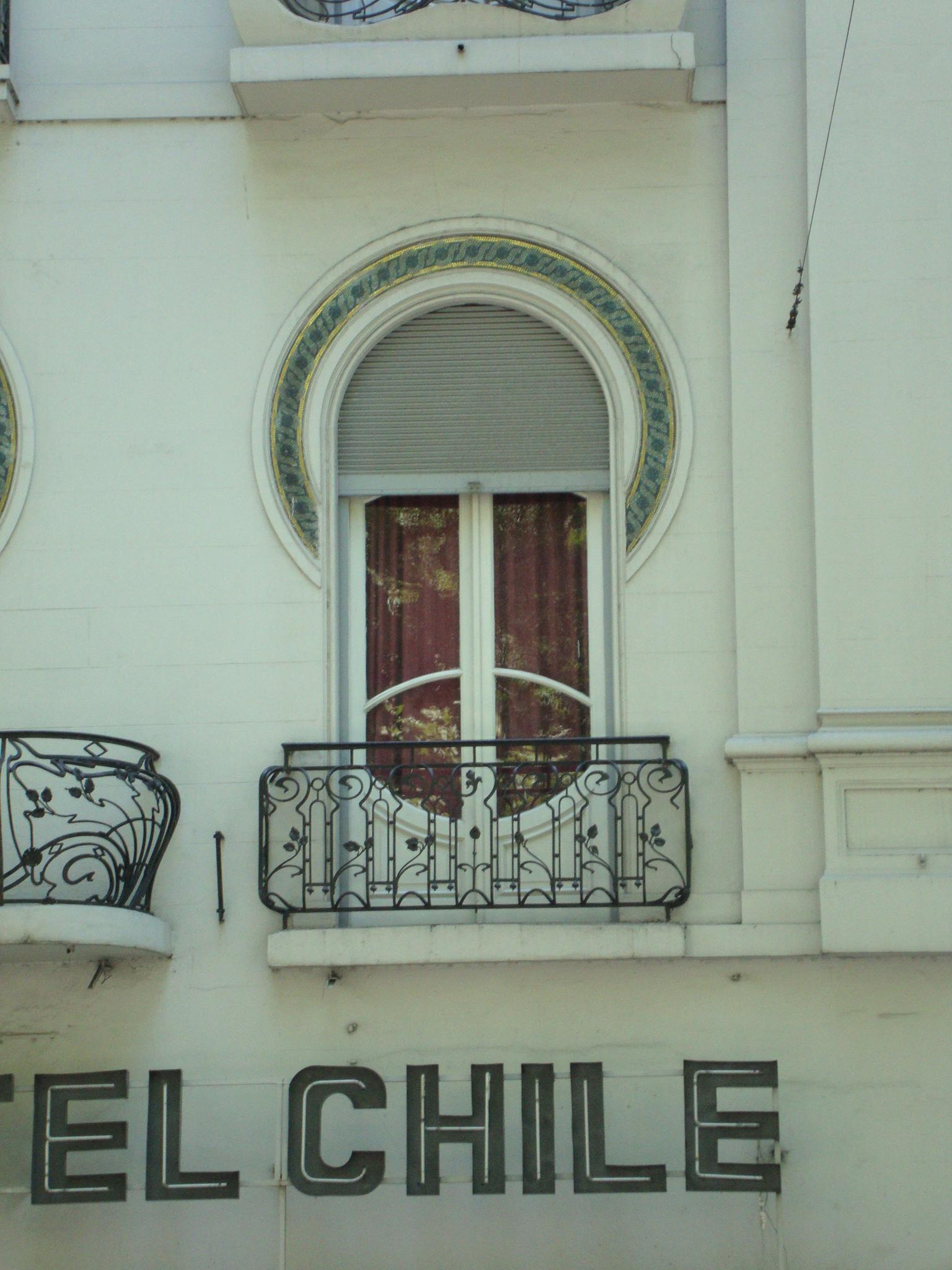
Una ventana del 1.º piso
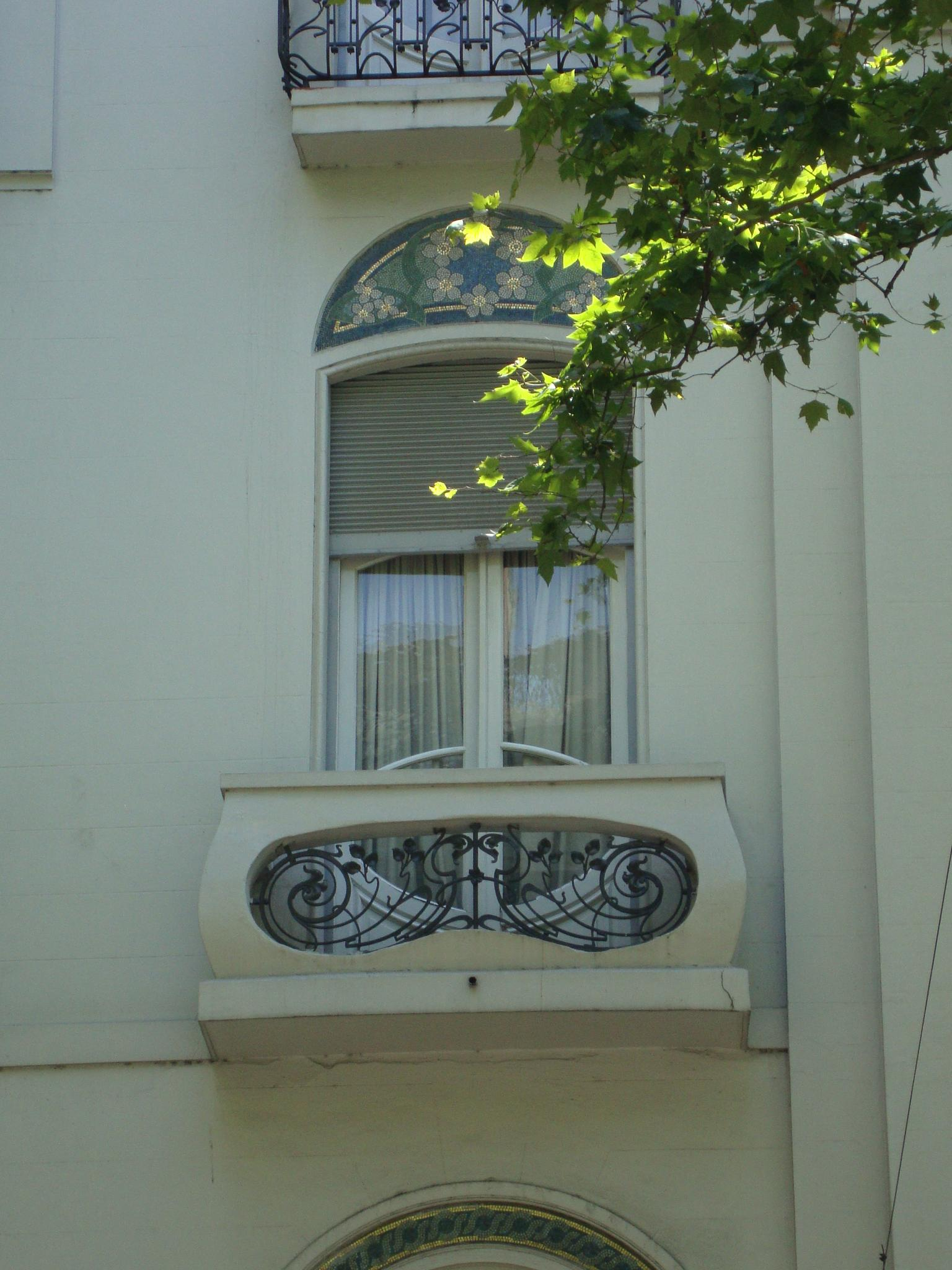
Una ventana del 2.º piso